# وریز
وریز (به فرانسوی: Varaize) یک کمون در فرانسه است که در Canton of Saint-Jean-d'Angély واقع شده‌است.

## خصوصیات
وریز ۲۰٫۴۸ کیلومترمربع مساحت و ۵۸۲ نفر جمعیت دارد و ۳۰ متر بالاتر از سطح دریا واقع شده‌است.